# محبة النحاس اللاهارية
محبة النحاس اللاهارية (الاسم العلمي: Cupriavidus laharis) هي نوع من البكتيريا، سلبية الغرام، تتبع جنس محبة النحاس.